# Marek Špilár
Marek Špilár (* 11. Februar 1975 in Stropkov; † 7. September 2013 in Prešov) war ein slowakischer Fußballspieler.
Er starb im September 2013 durch Suizid, als er aus dem fünften Stock eines Hochhauses in Prešov sprang.

## Karriere

### Verein
Špilár begann seine Karriere bei 1. FK Drnovice, wo er von 1994 bis 1995 spielte. Danach spielte er bei 1. FC Tatran Prešov (1995–1997), FC VSS Košice (1997–2000), Baník Ostrava (2000–2001), SK Sigma Olmütz (2001–2002), FC Brügge (2003–2005) und Nagoya Grampus Eight (2006–2007). 2007 beendete er seine Spielerkarriere.

### Nationalmannschaft
Im Jahr 1997 debütierte Špilár für die slowakische Fußballnationalmannschaft. Er hat insgesamt 30 Länderspiele für Slowakei bestritten.

## Errungene Titel
- Fortuna liga: 1997/98
- Pro League: 2002/03, 2004/05